# 圣多马使徒堂
圣多马使徒堂（Saint Thomas the Apostle）是加州好莱坞的一个圣公会教堂。

## 历史
圣公会圣多马堂在1920年8月成立堂区。它的历史起源于1912年，玛丽·奥格登在她的客厅组织了一所教会学校，有10个人参加聚会。
目前的哥特复兴建筑建于1930年8月，由杰出的建筑师哈罗德·马丁设计。